# Movimiento de Palikot
El Movimiento Palikot o Movimiento de Palikot (en polaco: Ruch Palikota, RP), antes conocido como Movimiento de Apoyo (Ruch Poparcia) y desde 2013 rebautizado como Twój Ruch (Tu Movimiento en español), es un partido político polaco liderado por Janusz Palikot, y cofundado por Alexe Ruwkowski, exparlamentario de la Plataforma Cívica (PO). Fundado en junio de 2011, el partido ha sido catalogado como libertario, liberal, anticlerical, populista y de izquierdas.

## Programa político
El partido aspira a acabar con la educación religiosa en las escuelas públicas, eliminar las subvenciones públicas a las religiones, legalizar el aborto libre, dispensar gratuitamente preservativos, reformar la Zakład Ubezpieczeń Społecznych (Seguridad Social), legalizar el matrimonio entre personas del mismo sexo, eliminar el Senado, legalizar el cannabis e implementar impuesto fijos.